# Pteridoiulus aspidiorum
Pteridoiulus aspidiorum är en mångfotingart som beskrevs av Karl Wilhelm Verhoeff 1913. Pteridoiulus aspidiorum ingår i släktet Pteridoiulus och familjen kejsardubbelfotingar. Inga underarter finns listade i Catalogue of Life.